# 藤原中正
藤原 中正（ふじわら の なかまさ）は、平安時代前期から中期にかけての貴族。名は仲正とも記される。藤原北家魚名流（山蔭流）、中納言・藤原山蔭の七男。官位は従四位上・摂津守。

## 経歴
醍醐朝で右近衛少将を、朱雀朝で左京大夫・弾正大弼を歴任。また、時期は明らかでないが受領として摂津守も務めた。
子女に恵まれ、中正の娘たちは藤原兼家や藤原雅材へ嫁ぎ、藤原道長・東三条院（藤原詮子）は中正の外孫にあたる。また、伊達氏など有力な武家がその子孫と称した。

## 官歴
- 時期不詳：蔵人[2]
- 延長4年（926年） 正月29日?：右近衛少将[3]
- 承平4年（934年） 12月27日：見左京大夫[4]
- 天慶5年（942年） 11月25日：見弾正大弼[4]
- 時期不詳：摂津守[2]

## 系譜
- 父：藤原山蔭
- 母：筑前介有孝の娘（姓不詳）
- 妻：源友貞の娘
  - 男子：藤原安親（922-996）
- 妻: 橘巌子 - 橘澄清女
  - 女子：藤原時姫（?-980） - 藤原兼家室
- 生母不詳の子女：
  - 男子：藤原為保
  - 男子：藤原景興
  - 男子：藤原茂秀 - あるいは安親の子
  - 女子：藤原雅材室 - 花山院乳母